# Oligomerus
Oligomerus is een geslacht van kevers uit de familie van de klopkevers (Anobiidae).

## Soorten
- Oligomerus alternans LeConte, 1865
- Oligomerus angusticollis White, 1976
- Oligomerus brevipilis Fall, 1905
- Oligomerus brunneus (Olivier, 1790)
- Oligomerus californicus Fall, 1905
- Oligomerus crestonensis Hatch, 1961
- Oligomerus cylindricus White, 1976
- Oligomerus delicatulus (Fall, 1920)
- Oligomerus disruptus Baudi di Selve, 1874
- Oligomerus enervatus White, 1976
- Oligomerus grossus White, 1976
- Oligomerus obtusus LeConte, 1865
- Oligomerus priapus White, 1976
- Oligomerus ptilinoides Wollaston, 1854
- Oligomerus retowskii Schilsky, 1898
- Oligomerus sericans (Melsheimer, 1846)
- Oligomerus tenellus Fall, 1905
- Oligomerus texanus White, 1976